# リタニ
リタニ（英語：Litany(-ies)）とは、キリスト教 カトリックの「連祷（れんとう）」。現代のカトリック教会では『連願(れんがん)』で統一されている。
聖公会の「嘆願」を含めることがある。ラテン語のリタニア Litania、ギリシャ語のλιτή (litê)（祈る人・嘆願）に相当する。海外の媒体では稀に、正教会の連祷も「リタニ」と呼ぶことがある。
これらの祈祷形式に関連して作曲された音楽作品が多数存在する。

## カトリック教会の連祷
以下のようなものがある。
- イエズスの聖名の連祷
- イエズスの聖心の連祷
- イエズスのいと尊き御血の連祷
- 聖マリアの連祷（ロレトの連祷）
- 聖ヨゼフの連祷
- 諸聖人の連祷

上記六つは教会から公的に唱えることを認められている。
他にも無数に存在するが、私的信心としてのみ用いられる。

## 音楽作品
1. ジャン・アラン『リタニ Litanie』 - オルガン曲。第二次世界大戦で若くして戦死したアランを偲んで、モーリス・デュリュフレが彼のオルガン曲『アランの名による前奏曲とフーガ』の中でこの曲の主題を引用している。
2. 武満徹『リタニ Litany』 - ピアノ曲。武満のデビュー作であった『2つのレント』
3. フランシス・プーランク『黒い聖母像への連祷』 - 合唱曲。